# 第15ヘリコプター隊
第15ヘリコプター隊（だいじゅうごヘリコプターたい、JGSDF 15th Helicopter unit）は、航空自衛隊那覇基地（沖縄県那覇市）に駐屯する陸上自衛隊第15旅団隷下の航空科（ヘリコプター）部隊（旅団ヘリコプター隊）である。

## 概要

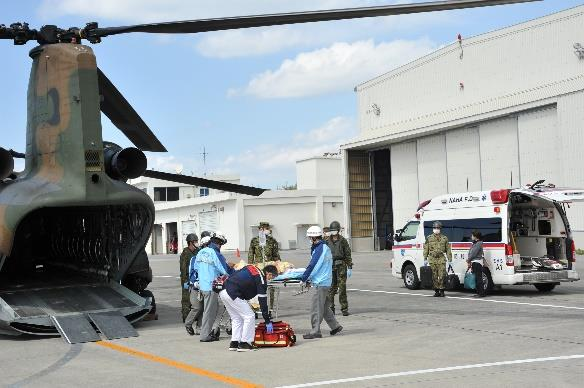
CH-47ヘリコプターを用いた急患輸送の様子

隊長は1等陸佐（三）が充てられ、隊本部、本部付隊、第1飛行隊および第2飛行隊からなり南西諸島地域における防衛警備（輸送支援）を主任務とする。多用途ヘリコプターUH-60JA、輸送ヘリコプターCH-47JAの2種のヘリコプターおよび連絡偵察機LR-2を装備・運用する。
部隊の前身は第1混成団隷下の第101飛行隊であり、2010年（平成22年）3月の第15旅団編成に伴い、第15飛行隊に改編、2013年（平成25年）3月に第15ヘリコプター隊に再改編された。第101飛行隊は沖縄返還に伴って編成された部隊であり、第1混成団の隷下に、1972年（昭和47年）に編成されている。
急患空輸では、南西諸島各離島で発生した急病患者が、島内での救命治療が困難な場合、役所など行政機関が所管県庁（この場合、沖縄県または鹿児島県）の防災課を通し、各県知事が自衛隊による災害派遣を法根拠に第15旅団へ要請する。離島での地域格差や医療格差などが深刻化する中、第15飛行隊の急患空輸任務は増加の一途をたどっており世界中の軍隊・警察・消防が運用する航空機レスキューの出動回数と比較しても出動回数は多い。民間運用のドクターヘリと違い、24時間体制でスタンバイしているため夜間の出動も多く、またいかなる天候状況でも飛ばなければならない状況にあるため、パイロットや整備、運航管理などを担当する隊員たちの練度と意識は高いといわれている。
しかし、1990年（平成2年）2月と2007年（平成19年）3月に患者輸送任務中に墜落事故が起きている。両事故とも天候の悪い夜間でのフライトだった。GPSによる地形表示装置を装備しない航空機で、夜間または悪天候下での救難能力の限界を示している。2007年（平成19年）の事故後、防衛省の守屋武昌防衛事務次官は定例記者会見で、事故の原因究明とともに急患輸送の運用体制を見直すことを示した。この事故の捜索救難には航空自衛隊の那覇救難隊が当たった。

## 沿革
臨時第101飛行隊
- 1972年（昭和47年）
  - 3月1日：臨時第101飛行隊が健軍駐屯地に編成。
  - 5月15日：沖縄返還。

第101飛行隊
- 1972年（昭和47年）11月21日：臨時第101飛行隊が健軍駐屯地から那覇駐屯地に移駐。第101飛行隊が編成。V-107、UH-1、LR-1などを装備。
- 1973年（昭和48年）10月16日：第101飛行隊が第1混成団に隷属。
- 1990年（平成02年）2月17日：沖縄県宮古島に緊急患者輸送に向かった第101飛行隊所属のプロペラ機（LR-1）が宮古島の近海に墜落。乗員3名および同乗の医師1名が死亡[1][2]。
- 1996年（平成08年）：CH-47J/JAを導入。
- 1999年（平成11年）：UH-60JAを導入。
- 2007年（平成19年）
  - 3月30日：鹿児島県徳之島に緊急患者輸送に向かった第101飛行隊所属のヘリコプター（CH-47JA）が徳之島の天城岳山中に墜落。
  - 4月15日：殉職した4隊員の葬送式が執行され、内閣総理大臣（安倍晋三）、防衛相（久間章生）、沖縄県知事（仲井眞弘多）、鹿児島県知事（伊藤祐一郎）、那覇市長（翁長雄志）、徳之島町長、民主党代表（小沢一郎）、沖縄県離島振興協議会会長（仲村三雄）、統合幕僚長（齋藤隆）、陸上幕僚長（折木良一）、官房長、人事教育局長、西部方面総監（輪倉昇）、佐世保地方総監（赤星慶治）、南西航空混成団司令（山川龍夫）らが参列した。
- 2010年（平成22年）3月25日：第101飛行隊（那覇駐屯地）が廃止[3]。

第15飛行隊
- 2010年（平成22年）
  - 3月26日：第15旅団に隷下に、第15飛行隊を那覇駐屯地に新編[4]。
  - 5月：LR-1が管理替え。

第15ヘリコプター隊
- 2013年（平成25年）3月26日：第15飛行隊（那覇駐屯地）を第15ヘリコプター隊に増強改編[3][5]。

## 部隊編成
- 第15ヘリコプター隊本部
- 第15ヘリコプター隊本部付隊「15ヘリ-本」：LR-2[6]
- 第1飛行隊「15ヘリ-1」：UH-60JA
- 第2飛行隊「15ヘリ-2」：CH-47J/JA

## 主要幹部
| 官職名               | 階級    | 氏名     | 補職発令日     | 前職                       |
| -------------------- | ------- | -------- | -------------- | -------------------------- |
| 第15ヘリコプター隊長 | 1等陸佐 | 藤井健夫 | 2024年08月01日 | 陸上自衛隊航空学校企画室長 |

| 代 | 氏名       | 在職期間                        | 前職                          | 後職                                        |
| -- | ---------- | ------------------------------- | ----------------------------- | ------------------------------------------- |
| 01 | 酒瀬川友博 | 2013年03月16日 - 2015年07月31日 | 陸上自衛隊航空学校企画室長    | 陸上自衛隊幹部学校学校教官                  |
| 02 | 古賀幹徳   | 2015年08月01日 - 2018年07月31日 | 陸上自衛隊航空学校主任教官    | 札幌駐屯地業務隊長                          |
| 03 | 坂本貴宏   | 2018年08月01日 - 2020年11月30日 | 第1ヘリコプター団本部高級幕僚 | 陸上総隊司令部運用部陸上連絡官              |
| 04 | 後村幸治   | 2020年12月01日 - 2022年07月31日 | 陸上自衛隊教育訓練研究本部    | 陸上幕僚監部装備計画部航空機課 航空安全班長 |
| 05 | 小野栄二   | 2022年08月01日 - 2024年07月31日 | 中部方面航空隊副隊長          | 西部方面航空隊副隊長                        |
| 06 | 藤井健夫   | 2024年08月01日 -                | 陸上自衛隊航空学校企画室長    |                                             |

## 主要装備
- LR-2
- UH-60JA
- CH-47JA
- 1/2tトラック / 73式小型トラック
- 1 1/2tトラック / 73式中型トラック
- 3 1/2tトラック / 73式大型トラック
- 12.7mm重機関銃
- 5.56mm機関銃MINIMI
- 89式5.56mm小銃
- 9mm拳銃

## 廃止部隊
- 1972年（昭和47年）11月20日廃止
  - 臨時第101飛行隊：
- 2010年（平成22年）3月25日廃止
  - 第101飛行隊「101飛」：
- 2013年（平成25年）3月25日廃止
  - 第15飛行隊「15飛」：